# Casa de amanet (film)
Casa de amanet (în engleză The Pawnshop) este un film american de comedie din 1916 produs de Henry P. Caulfield și scris și regizat de Charlie Chaplin. În alte roluri interpretează actorii Edna Purviance și Henry Bergman.

## Distribuție
- Charlie Chaplin: Pawnshop assistant
- Henry Bergman: Pawnbroker
- Edna Purviance: His daughter
- John Rand: Pawnshop assistant
- Albert Austin: Client with clock
- Wesley Ruggles: Client with ring
- Eric Campbell: Thief
- James T. Kelley: Old bum
- Charlotte Mineau: Client with aquarium
- Frank J. Coleman: Policeman